# Delomys dorsalis
Delomys dorsalis, popularmente denominado de rato-do-mato, é uma espécie de roedor da família Cricetidae. Pode ser encontrada na Argentina e no Brasil.